# Macoun (odrůda jablek)

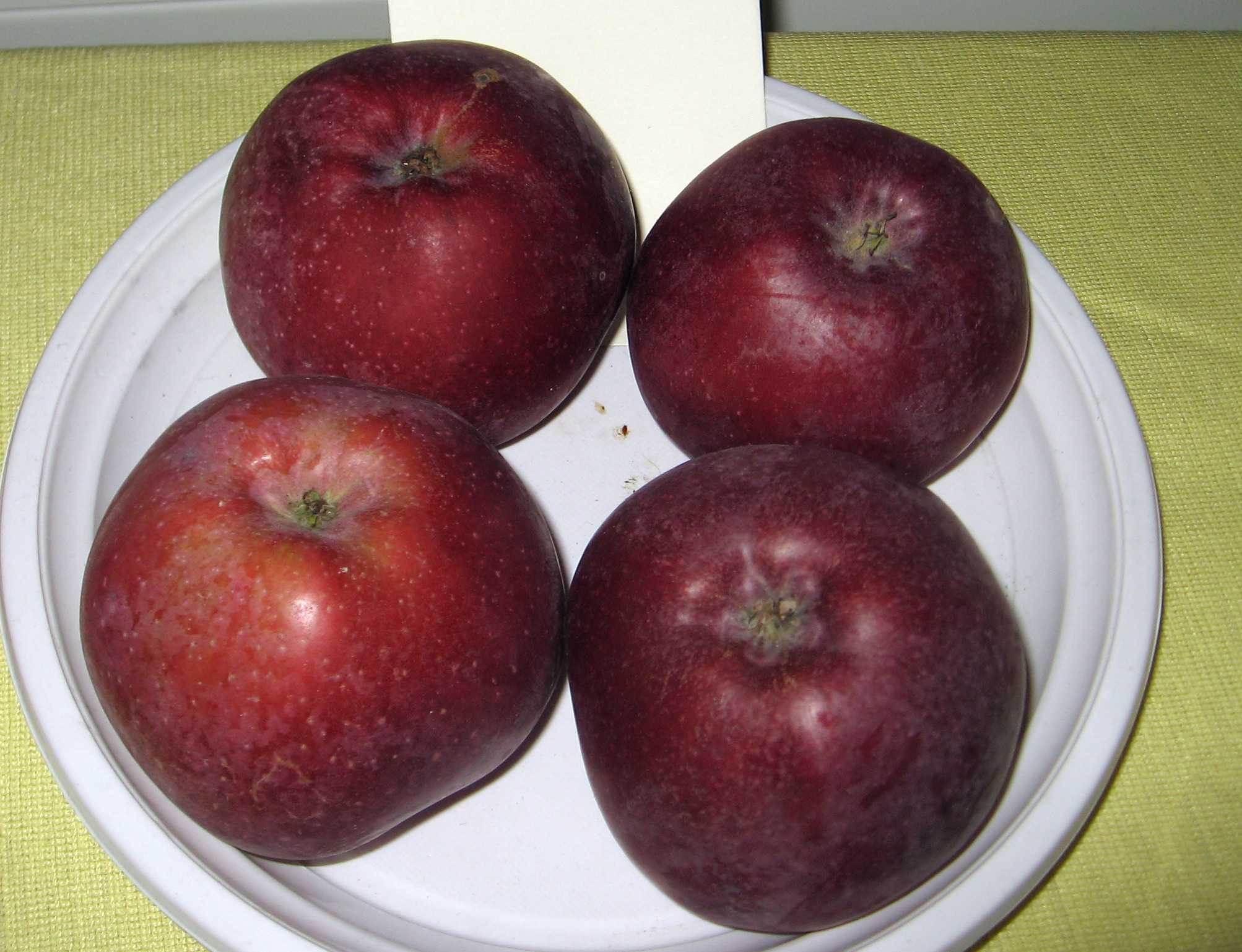
Jablka odrůdy Macoun

Macoun (Malus domestica Macoun) je ovocný strom, kultivar druhu jabloň domácí, z čeledi růžovitých.

## Historie
Macoun je odrůda vyšlechtěná v USA v roce 1909. Jde o křížence odrůd McIntosh x Jersey Black.

## Charakteristika
Vyznačuje se kulovitým plodem. Dužina je křehká a jemná. Slupka má zelenou barvu, která je později zelenožlutá a je překrytá převážně tmavší červenou barvou. Chuť je navinule sladká a aromatická. Celkově velmi dobrá. Sklizeň se provádí začátkem října. Při opadávání jablek dříve. Konzumní zralost nastupuje na začátku listopadu. Skladovat odrůdu je možno až do konce února. Skladování je bez problému, jelikož odrůda vůbec nevadne. Odrůda je vhodná pro nižší tvary. Na vysokokmenech a polokmenech dává drobné plody, které navíc opadávají. Nesnáší suché půdy a vůbec ji nesvědčí ani suché klima. Trpí strupovitostí a padlím. Odrůda je dosti odolná proti mrazům. Brzy vstupuje do plodnosti. Není náročná na půdy. Nejvíce ji svědčí podhorské polohy, kde dosahuje nejlepších výsledků.